# Martin Hosták
Martin Hosták (* 11. listopadu 1967 Hradec Králové) je bývalý český hokejový útočník. Od roku 2017 do roku 2020 byl generálním manažerem klubu Berani Zlín.
Působil i jako hlavní trenér klubu HC Hradec Králové, kde byl také členem vedení. Do roku 2017 spolukomentoval hokejová utkání pro Českou televizi, k této činnosti se opět vrátil v roce 2020.

## Kariéra

### Hráčská kariéra
Odchovanec hradeckého hokeje debutoval v dresu mateřského klubu ve 2. lize v sezoně 1984/85. V roce 1986 přestoupil do pražské Sparty, ve které působil až do svého odchodu do zámoří o čtyři roky později a slavil s ní mistrovský titul v ročníku 1989/90. V Severní Americe působil v letech 1990-92, kdy byl členem organizace klubu NHL Philadelphia Flyers. Klub z Pensylvánie jej draftoval v roce 1987 ve 3. kole jako 62. celkově. Kromě hlavního celku oblékal i dres farmy v nižší AHL, kterou byl celek Hershey Bears. Mezi lety 1992 a 1996 hrál švédskou ligu za MODO Hockey, v dresu tohoto mužstva si zahrál i finále soutěže v sezoně 1993/94. Na podzim 1996 se vrátil do Sparty, ale ještě v průběhu sezony opět zamířil do Švédska, kde bylo jeho působištěm necelé dvě sezony Södertälje SK, na konci té druhé mužstvo sestoupilo z elitní soutěže. V období 1998–2001 hrál za Luleå HF, se kterou třikrát ztroskotal v semifinále soutěže. Poté aktivní kariéru ukončil.
V březnu 2011 se stal součástí vedení hradeckého hokejového klubu a také působil v realizačním týmu české reprezentace do 18 let na mistrovství světa 2011. V minulosti několikrát také působil jako trenér v klubu HC Chrudim, naposledy na podzim 2009.

### Trenérská kariéra
V dubnu 2012 nastoupil na pozici hlavního trenéra prvoligového klubu HC Hradec Králové.
V červnu 2017 se stal generálním manažerem klubu Aukro Berani Zlín.

### Reprezentační kariéra
Zúčastnil se mistrovství Evropy do 18 let 1985 ve Francii (bronz) a o dva roky později reprezentoval v národním týmu do 20 let na mistrovství světa 1987 v Československu (stříbro). V roce 1990 nastoupil za Československo na mistrovství světa ve Švýcarsku (bronz). O tři roky později již za samostatnou Českou republiku hrál na světovém šampionátu v Německu (bronz). Také startoval na olympijském turnaji v Lillehammeru 1994 (7. místo). Naposledy se na velké akci objevil při MS 1995 ve Švédsku (4. místo).

## Ocenění a úspěchy
- 2000 SEL - Nejvíce vstřelených vítězných branek

## Prvenství
- Debut v NHL - 4. října 1990 (Boston Bruins - Philadelphia Flyers)
- První asistence v NHL - 7. října 1990 (Philadelphia Flyers - Detroit Red Wings)
- První gól v NHL - 16. října 1990 (Pittsburgh Penguins - Philadelphia Flyers)

## Klubové statistiky
| Sezóna       | Klub                | Soutěž       |     | Základní část | Základní část | Základní část | Základní část | Základní část |    | Play off | Play off | Play off | Play off | Play off |
| Sezóna       | Klub                | Soutěž       | Z   | G             | A             | B             | TM            | Z             | G  | A        | B        | TM       |          |          |
| 1986/87      | TJ Sparta ČKD Praha | ČSHL         | 40  | 7             | 2             | 9             | 2             | —             | —  | —        | —        | —        |          |          |
| 1987/88      | TJ Sparta ČKD Praha | ČSHL         | 26  | 8             | 9             | 17            | 4             | —             | —  | —        | —        | —        |          |          |
| 1988/89      | TJ Sparta ČKD Praha | ČSHL         | 23  | 8             | 9             | 17            | 10            | 12            | 3  | 6        | 9        | —        |          |          |
| 1989/90      | TJ Sparta ČKD Praha | ČSHL         | 44  | 26            | 27            | 53            | 49            | 11            | 4  | 7        | 11       | —        |          |          |
| 1990/91      | Philadelphia Flyers | NHL          | 50  | 3             | 10            | 13            | 22            | —             | —  | —        | —        | —        |          |          |
| 1990/91      | Hershey Bears       | AHL          | 11  | 6             | 2             | 8             | 2             | 3             | 1  | 0        | 1        | 0        |          |          |
| 1991/92      | Philadelphia Flyers | NHL          | 5   | 0             | 1             | 1             | 2             | —             | —  | —        | —        | —        |          |          |
| 1991/92      | Hershey Bers        | AHL          | 63  | 27            | 36            | 63            | 77            | 6             | 1  | 2        | 3        | 2        |          |          |
| 1992/93      | MODO Hockey         | SEL          | 40  | 15            | 19            | 34            | 42            | 3             | 4  | 2        | 6        | 8        |          |          |
| 1993/94      | MODO Hockey         | SEL          | 34  | 16            | 17            | 33            | 28            | 4             | 1  | 0        | 1        | 2        |          |          |
| 1994/95      | MODO Hockey         | SEL          | 40  | 14            | 17            | 31            | 30            | —             | —  | —        | —        | —        |          |          |
| 1995/96      | MODO Hockey         | SEL          | 36  | 12            | 15            | 27            | 28            | 8             | 0  | 2        | 2        | 4        |          |          |
| 1996/97      | HC Sparta Praha     | ČHL          | 27  | 6             | 14            | 20            | 12            | —             | —  | —        | —        | —        |          |          |
| 1996/97      | Södertälje SK       | SEL          | 21  | 12            | 8             | 20            | 6             | 10            | 0  | 5        | 5        | 14       |          |          |
| 1997/98      | Sodertalje SK       | SEL          | 46  | 16            | 18            | 34            | 30            | 10            | 3  | 5        | 8        | 2        |          |          |
| 1998/99      | Luleå HF            | SEL          | 49  | 19            | 21            | 40            | 34            | 9             | 3  | 1        | 4        | 10       |          |          |
| 1999/00      | Lulea HF            | SEL          | 50  | 23            | 16            | 39            | 60            | 9             | 0  | 1        | 1        | 12       |          |          |
| 2000/01      | Lulea HF            | SEL          | 42  | 14            | 17            | 31            | 28            | 12            | 2  | 3        | 5        | 6        |          |          |
| Celkem v NHL | Celkem v NHL        | Celkem v NHL | 55  | 3             | 11            | 14            | 24            | —             | —  | —        | —        | —        |          |          |
| Celkem v ČHL | Celkem v ČHL        | Celkem v ČHL | 183 | 62            | 73            | 135           | 77            | —             | —  | —        | —        | —        |          |          |
| Celkem v SEL | Celkem v SEL        | Celkem v SEL | 348 | 141           | 148           | 289           | 286           | 45            | 10 | 9        | 19       | 42       |          |          |

Poznámka 1: kvůli nejednotným statistikám u ročníku 1989/90 souhrnný počet trestných minut u základní části i s play off, v součtu extraligové bilance sečtena základní část a play off
Poznámka 2: u sezon 1996/97 a 1997/98 jsou místo statistik play off kurzívou statistiky z baráže o švédskou ligou

## Reprezentace
| Rok                       | Tým                       | Soutěž                    | Z  | G  | A | B  | TM |
| ------------------------- | ------------------------- | ------------------------- | -- | -- | - | -- | -- |
| 1985                      | Československo 18         | ME-18                     | 5  | 3  | 2 | 5  | 6  |
| 1987                      | Československo 20         | MSJ                       | 7  | 7  | 3 | 10 | 4  |
| 1990                      | Československo            | MS                        | 4  | 0  | 0 | 0  | 4  |
| 1993                      | Česko                     | MS                        | 8  | 4  | 4 | 8  | 0  |
| 1994                      | Česko                     | OH                        | 7  | 1  | 0 | 1  | 0  |
| 1995                      | Česko                     | MS                        | 4  | 0  | 0 | 0  | 2  |
| Juniorská kariéra celkově | Juniorská kariéra celkově | Juniorská kariéra celkově | 12 | 10 | 5 | 15 | 10 |
| Seniorská kariéra celkově | Seniorská kariéra celkově | Seniorská kariéra celkově | 22 | 5  | 4 | 9  | 6  |

Celkem odehrál v reprezentaci 61 utkání a dal 20 gólů (Československo 27/4, Česko 34/16).

## Soukromý život
Narodil se roku 1967 v Hradci Králové do rodiny hradeckého hokejisty a ligového tenisty Vladimíra Hostáka a juniorské reprezentantky v gymnastice. Má bratra Vladimíra a sestru, bývalou tenistku Olgu Hostákovou. Do jejího manželství s rovněž tenistou Tomášem Pěničkou se narodila dvojčata Annika a Kristina Pěničkova, která začala hrát tenis.